# Столяров, Владимир Владимирович
Владимир Владимирович Столяров — российский физик-металловед, доктор технических наук (2000), профессор (2004), главный научный сотрудник Института машиноведения РАН.

## Биография
Родился 2 мая 1946 года в Уфе. В 1970 году окончил Московский инженерно-физический институт по специальности «Металлофизика». По окончании института до 1981 года работал начальником лаборатории циркониевого производства на Чепецком механическом заводе. С 1981 по 1996 год был ведущим научным сотрудником, заведующим сектором в СКТБ «Тантал» при Уфимском государственном авиационном техническом университете, а затем — в Институте проблем сверхпластичности металлов РАН. В 1996—2005 работал ведущим научным сотрудником, заместителем директора в Институте физики перспективных материалов при УГАТУ. С 2005 года является главным научным сотрудником, руководителем научного направления по разработке и получению наноматериалов в Институте машиноведения имени А. А. Благонравова РАН.
В 1982 году, по окончании аспирантуры при ВНИИНМ им. А.А. Бочвара, защитил кандидатскую диссертацию по специальности  «Металловедение и термическая обработка металлов» в области создания специальных методик исследования прочности и пластичности циркониевых труб для реакторов ВВЭР-440 и РБМК-1000. 
В 2000 году защитил докторскую диссертацию по разработке методов получения массивных наноструктурных материалов конструкционного назначения.
Профессор кафедры «Материаловедение и технологии конструкционных материалов» в Университете машиностроения и кафедры «Энергетическое машиностроение» в Национальном исследовательском ядерном университете МИФИ.

## Научная деятельность
Область научных интересов – физическое материаловедение традиционных и наноструктурных сплавов, пластическая деформация, внешние воздействия. Столяровым исследованы структуры и физико-механические свойства магниевых, алюминиевых, титановых сплавов, разработаны деформационные методы получения наноструктурных состояний в сплавах на основе титана. Автор 343 научных статей в зарубежных и российских научных журналах, 20 авторских свидетельств и патентов. Индекс Хирша – 31.
Под руководством В.В. Столярова защищено 8 кандидатских диссертаций. По приглашению Университетов Вены, Мельбурна, Осаки и Валенсии работал гостевым профессором.
Является научным руководителем грантов РФФИ и проектов ФЦП Минобрнауки, преимущественно в области инженерных наук, а также ответственным исполнителем зарубежных проектов МНТЦ и INTAS.

## Некоторые публикации
- Столяров В.В. Структурные превращения при растяжении с током в титановых сплавах // Письма о материалах. — 2013. — Т. 3, № 2 (10). — С. 137-140.
- Федоткин А.А., Столяров В.В. Особенности деформационного поведения наноструктурных титановых сплавов при растяжении под действием импульсного тока (недоступная ссылка — история) // Машиностроение и инженерное образование. — 2012. — № 1 (30). — С. 28-35.
- Столяров В.В. Влияние электроимпульсной обработки на структуру и механические свойства нанокристаллического сплава TINI с памятью формы // Письма о материалах. — 2011. — Т. 1, № 2. — С. 75-77.
- Семендеева О.В., Учеваткина Н.В., Столяров В.В. Влияние электропластической прокатки на структуру и механические свойства сплава ВТ6 // Перспективные материалы. — 2011. — № 12. — С. 462-465.
- Столяров В.В. Деформационное поведение титановых сплавов при растяжении с импульсным током // Перспективные материалы. — 2011. — № 12. — С. 483-487.
- Потапова А.А., Столяров В.В., Бондарев А.Б., Андреев В.А. Исследование возможности применения электропластической прокатки для получения прутков из сплава TiNi (недоступная ссылка — история) // Машиностроение и инженерное образование. — 2012. — № 2 (31). — С. 33-38.
- Потапова А.А., Столяров В.В. Влияние исходного фазового состава на деформируемость, микротвердость и структуру сплава TiNi в процессе электропластической прокатки // Перспективные материалы. — 2013. — № 2. — С. 74-78.
- Столяров В.В., Бродова И.Г. Особенности деформации алюминиевого сплава при действии импульсного тока (недоступная ссылка — история) // Машиностроение и инженерное образование. — 2013. — № 2 (35). — С. 39.
- Столяров В.В. Роль внешних воздействий в наноструктурных титановых сплавах // Известия Российской академии наук. Серия физическая. — 2012. — Т. 76, № 1. — С. 108.
- Столяров В.В. Влияние химического и фазового состава на проявление электропластического эффекта в титановых сплавах // Известия Российской академии наук. Серия физическая. — 2014. — Т. 78, № 3. — С. 356-358.
- Stolyarov V.V. Electroplastic effect in nanocrystalline and amorphous alloys // Materials Science and Technology. — 2015. — № 31. — С. 1536-1540.
- Zhang Q., Song W., Li X., Stolyarov V.V., Zhang X. Stress-dependent deformation behaviour in bulk nanocrystalline titanium–nickel alloys // Materials Science and Technology. — 2016. — doi:10.1080/02670836.2015.1114206.